# 新潟県道376号名木山浦川原線
新潟県道376号名木山浦川原線（にいがたけんどう376ごう なぎやまうらがわらせん）は、新潟県上越市内を通る一般県道である。

## 概要

### 路線データ
- 起点：新潟県上越市吉川区名木山字壱板田（新潟県道241号川谷十町歩線交点）
- 終点：新潟県上越市浦川原区小谷島字万場（国道253号交点）

## 地理

### 通過する自治体
- 新潟県上越市

### 接続する道路
- 新潟県道241号川谷十町歩線（起点：上越市吉川区名木山字壱板田）
- 国道253号（終点：藤岡交差点）

### 周辺
- 上越市立中保倉小学校
- 猪子田郵便局
- 吉川